# Tsavorit
Tsavorit je minerál patřící do skupiny granátů. Jedná se o zeleně zbarvenou drahokamovou odrůdu vápenatého granátu grosuláru, kde jeho jedinečná zelená barva je způsobena příměsí vanadu a chrómu. V roce 1967 ho nalezl britský geolog a hledač drahokamů Campbell Bridges v severní Tanzanii, ale vzhledem ke složitým politickým podmínkám v dané zemi byl pojmenován podle jiné oblasti svého výskytu, a to národního parku Tsavo v povodí stejnojmenné řeky v Keni. Jeho těžba je vzhledem k místu výskytu velice náročná a v současné době existuje pouze pár soukromých dolů zabývajících se jeho těžbou (to z něj činí ještě vzácnější drahokam s velice omezeným množstvím).

## Vznik
Tento drahokam se nachází v dutinách křemenných nebo skapolitových konkrecí, uložených v grafitových vrstvách. Tvoří průhledné nebo průsvitné krystaly ve tvaru dvanáctistěnu. Je světle až sytě zelený, někdy s modravými nebo žlutavými odstíny. Na nalezištích je doprovázen krystalky dalšího vzácného zeleného kamene nazývaného chromturmalín.

## Využití
Tsavorit se brousí jako drahý kámen a je velmi ceněný. Jedná se o jeden z nejdražších granátů a jeho cena dalece přesahuje ceny běžných drahokamů. Nachází se ve velmi omezeném množství a vzorky větší než 2 karáty jsou extrémně vzácné. 

## Odrůdy

### Malijský granát
Malijský granát byl objeven v roce 1994 v dole Sandaré v regionu Kayes v Mali. Složením je na pomezí mezi grosulárem a andraditem, má tudíž na rozdíl od tsavoritu mnohem světlejší barvu. Nejčastěji je nažloutle zelený a poměrně světlý, může však být i žlutý nebo hnědý. Z počátku byl velmi hojný, ale jeho ložiska se pomalu vyčerpávají, a tak jeho cena rychle roste.

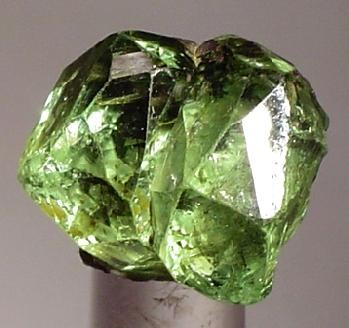
Ukázka krystalů mint garnetu

### Mint garnet
Mint garnet v doslovném překladu "mátový granát", je speciální a vzácnější odrůdou tsavoritu. Je mu velice podobný, má však světlejší a mnohem jiskrnější odstín zelené. Byl objeven roku 1998 na lokalitě jeho jediného výskytu, kterým je Merelani Hills v Tanzanii, což je stejná lokalita, kde se vyskytuje drahokam tanzanit. Je to velmi ceněný granát, považovaný spíše za sbírkovou záležitost.

## Výskyt
- pohoří Lelatema, Arusha Region, Tanzanie (Afrika)
- národní park Tsavo, Keňa (Afrika)